# Josip Gabrić
Josip Gabrić (Subotica, 7. kolovoza 1930. – 30. srpnja 2014.) bio je bački hrvatski političar, nekadašnji dopredsjednik Demokratskog saveza vojvođanskih Hrvata). Po struci je bio pravnik. Bivši je višestruki jugoslavenski reprezentativac u stolnom tenisu, svojevremeno treći najbolji stolnotenisač na svijetu, jedno od najvećih stolnoteniskih imena svih vremena u bivšoj Jugoslaviji.

## Životopis
Josip Gabrić rođen je u Subotici 1930. godine. Bio je igrao stolni tenis u doba kada i slavni mu sugrađanin Vilim Harangozo, a obojica su pridonijeli slavi subotičkog stolnog tenisa, kako u tuzemstvu, tako i u inozemstvu.
Stolnim tenisom počeo se baviti 1945. godine. U klupskoj karijeri, igrao je za subotički Spartak, za kojeg je igrao od 1946. do 1951. godine, a kad je studirao pravo igrao je za beogradski Partizan od 1952. do 1956. godine, te povratku sa studija opet za Spartak jednu sezonu.
U privatnoj poslovnoj karijeri, radio je u subotičkom Pioniru, zatim je bio bio sudac na Općinskom sudu u Subotici te odvjetnik.
Iako je imao plodonosnu karijeru, relativno mlad prestao se baviti natjecateljskim stolnim tenisom, čak i po ondašnjim mjerilima športske mladosti (s 26 godina). Od stolnog tenisa se nije odvojio, nego je nastavio s trenerskim radom, a njegovo veliko djelo je stvaranje igrača kao što su bili Bela Mesaroš i Đerđ Šoš mlađi (svojedobno među najbolja četiri stolnotenisača u Europi).
Stolnotenisački život mu se prenio i u privatni život: supruga mu je također bila državna prvakinja u stolnom tenisu, a sin Zoran bio je juniorski doprvak Jugoslavije u tenisu.
Športom se bavio i kad je bio u upravnim strukturama: kasnije je bio tajnikom općinske skupštine, predsjednikom Sportskog saveza i Fonda za fizičku kulturu. Njegovo ime se spominje među skupinom poznatih subotičkih športaša, koji su zaslužni za početak izgradnje Hale sportova i Gradskog klizališta (Malog stadiona).
Uvođenjem višestranačja, angažirao se za svoju zajednicu, bačke Hrvate, te se pridružio DSHV-u, čijim je kasnije bio i potpredsjednikom. Ponosno je isticao svoju pripadnost hrvatskoj zajednici, rekavši pri primanju naslova Počasnog građanina općine Subotica: "Posebno mi je drago što je prijedlog za ovu nagradu dan od strane DSHV-a i HNV-a, jer smatram kako pripadam zajednici koja treba voditi brigu o svojim ljudima i kako te svoje ljude treba isticati.". Također je naglasio važnost uključenja hrvatske zajednice u subotički društveni život, istaknuvši da velik dio Subotičana Hrvata, ipak mora više pridonijeti cijelom društvu, bez potrebe za ikakvim ustezanjem: "Hrvatska zajednica se nastoji što više uključiti u društveni život grada. Ja očekujem da u Subotici napokon proradimo punom parom jer je činjenica da u ovom gradu živi 33 posto Hrvata, unatoč tome što se zbog raznih političkih i drugih situacija broj tako izjašnjenih smanjio. neki su plašeći se izjasniti kao takvi otišli u nešto drugo, ili se nisu ni izjasnili.".

## Uspjesi
- Brončana medalja na svjetskom prvenstvu 1951. godine.
- Osvojio je 13 naslova državnog prvaka i 12 naslova prvaka SR Srbije.
- Pobjede na međunarodnim prvenstvima u Rumunjskoj, Belgiji i Bugarskoj.

## Priznanja i nagrade
- 2005. godine DSHV predložio ga je za počasnog građanina Subotice , koja mu je u rujnu iste godine i uručena.
- U svibnju 2007. godine dobio je nagradu Ključevi Subotice, zajedno s ostalim subotičkim športskim velikanima: Marijom Angelović, Slavkom Bašićem, Zoranom Kalinićem, Karoljem Kasapom, Dušanom Maravićem, Dragomirom Vujkovićem, Boškom Marinkom, Štefanijom Perhač Milošev, Veronom Nađ, Sretenom Damjanovićem, Eleonorom Wild Đoković, Maricom Rogić Drenovac, Anom Gojnić Ostrun, Miodragom Gvozdenovićem, Magdom Hegediš, Brankom Jaramazović, Momirom Petkovićem, Senadom Rizvanovićem, Erikom Tot Simić i Milevom Vasić Smiljanić.[5]
- Zaslužni športaš države.

## Vanjske poveznice
- Hrvatska riječ[neaktivna poveznica]
- DSHV  Arhivirana inačica izvorne stranice od 5. ožujka 2016. (Wayback Machine) Život kao takmičenje
- DSHV  Arhivirana inačica izvorne stranice od 5. ožujka 2016. (Wayback Machine) Počasni građanin Subotice
- (srp.) Dnevnik  Arhivirana inačica izvorne stranice od 10. lipnja 2007. (Wayback Machine) Priznanje medaljašima i stimulans mladima
- (srp.) Subotičke Oni su gradili "grad sportova"